# گرنگاه
گرنگاه یکی از روستاهای استان آذربایجان شرقی است که در دهستان بزکش بخش مرکزی شهرستان اهر واقع شده‌است.این روستا ۴۰۰ نفر جمعیت دارد.